# Souroubea verrucosa
Souroubea verrucosa är en tvåhjärtbladig växtart som beskrevs av Robert Walter Schery. Souroubea verrucosa ingår i släktet Souroubea och familjen Marcgraviaceae. Inga underarter finns listade i Catalogue of Life.